# Winringen
Winringen ist eine Ortsgemeinde im Eifelkreis Bitburg-Prüm in Rheinland-Pfalz. Sie gehört der Verbandsgemeinde Prüm an.

## Geographie
Winringen liegt am Rande der Prümer Kalkmulde, am Fuß des 597 m ü. NHN hohen Hardtkopfs, fünf Kilometer südlich von Prüm unmittelbar an der A 60.

## Geschichte
Auf der Gemarkung wurden 1842 römische Siedlungsreste und Münzen gefunden. Ferner die Reste eines römischen Tempels.
Bis Ende des 18. Jahrhunderts gehörte Winringen zur Meierei Dingdorf im kurtrierischen Amt Schönecken.
Nach 1792 hatten französische Revolutionstruppen das Linke Rheinufer besetzt. Unter der französischen Verwaltung war Winringen von 1798 bis 1814 dem Kanton Prüm zugeordnet, der zum Saardepartement gehörte. Nach dem Wiener Kongress kam Winringen 1815 zum Königreich Preußen. Unter der preußischen Verwaltung gehörte Winringen zum 1816 neu gebildeten Kreis Prüm im Regierungsbezirk Trier und wurde von der Bürgermeisterei Dingdorf verwaltet.
Bevölkerungsentwicklung
Die Entwicklung der Einwohnerzahl von Winringen, die Werte von 1871 bis 1987 beruhen auf Volkszählungen:
| Jahr | Einwohner |
| ---- | --------- |
| 1815 | 61        |
| 1835 | 95        |
| 1871 | 119       |
| 1905 | 117       |
| 1939 | 119       |
| 1950 | 101       |
| 1961 | 83        |

| Jahr | Einwohner |
| ---- | --------- |
| 1970 | 83        |
| 1987 | 68        |
| 1997 | 62        |
| 2005 | 66        |
| 2011 | 66        |
| 2017 | 69        |
| 2023 | 59        |

## Politik

### Bürgermeister
Thomas Backes ist seit dem 29. September 2022 Ortsbürgermeister von Winringen.
Der Vorgänger von Thomas Backes, Wilhelm Meyers, hatte das Amt am 28. Juni 2019 übernommen. Meyers Vorgänger als Ortsbürgermeister war Walter Kirst. Von 1984 bis 2004 hatte Hermann Kockelmann das Amt inne.

## Persönlichkeiten
- Nikolaus von Prüm, auch Nikolaus Doeser, Nikolaus von Winringen, Nikolaus von Köln (* 1395 in Winringen; † 1439 in Basel), Jurist, Professor an der Universität Löwen, Offizial des Trierer Erzbistums und Teilnehmer am Basler Konzil